# Thomas Hibbard
Thomas Nathaniel Hibbard (Estados Unidos, 14 de marzo de 1929 - Salta, Argentina, 11 de febrero de 2016) fue un doctor en ciencias de la computación. Hibbard recibió el grado de licenciado en física de la Universidad del Pacífico en 1951 y el de máster en matemáticas de la Universidad de Illinois en 1954. En 1966 obtuvo el título de doctor en matemáticas en la Universidad de California, Los Ángeles. Tras radicarse en Argentina, se convirtió en uno de los más reconocidos expertos en ciencias de la computación dentro del análisis de algoritmos y Estructura de Datos en el país.
En 1962, Hibbard creó el algoritmo de eliminación para el Árbol binario de búsqueda,
 por lo que se le considera uno de los padres de dicho algoritmo junto a Douglas y Windley, quienes hicieron sus aportes en 1959 y 1960 respectivamente.
Fue profesor y jefe de cátedra en carreras relacionadas con las ciencias exactas y fundamentos de la teoría aplicada a las ciencias de la computación en la Universidad Católica de Salta y la Universidad Nacional de Salta, las dos universidades de dicha provincia argentina. En esta última institución académica, Hibbard desarrolló una prolífica carrera como docente de la más alta jerarquía e investigador de nivel principal. También impulsó la formación de la Cátedra de Algorítmica y Estructura de Datos.
Sus intereses en la computación y en la matemática lo llevaron a formar diversos grupos de investigación en esas áreas y en la educación matemática desde un punto de vista científico.
Para reconocer su trayectoria, en marzo de 2009 se realizó un homenaje en el Primer Encuentro de Matemática Discreta en Salta. En dicho homenaje participó Armin Cremers matemático y doctor en ciencias de la computación de Alemania.
El 23 de julio de 2015, con el apoyo de la Universidad Nacional de Salta se presentó el libro ¨Matemática Discreta¨, escrito por Thomas Hibbard.
Falleció el 11 de febrero de 2016, a los 86 años de edad.